# Ваља Урсоиј (Прахова)
Ваља Урсоиј (рум. Valea Ursoii) насеље је у Румунији у округу Прахова у општини Ваља Калугареаска. Oпштина се налази на надморској висини од 148 m.

## Становништво
Према подацима из 2002. године у насељу је живело 408 становника, од којих су сви румунске националности.